# 云州之战
云州之战是指唐高宗永淳元年（682年），后突厥骨咄禄可汗攻打唐朝，唐朝右领军卫将军薛仁贵軍在云州（治今山西省大同市），击破反唐的后突厥阿史那骨咄禄、阿史德元珍的作战。
突厥阿史那伏念、阿史德温傅战败后，酋长阿史那骨咄禄招集突厥流散余众，扩展勢力，自称可汗，在永淳元年据黑沙城（今内蒙古自治区呼和浩特市东北）反唐。当时单于都护府（今内蒙古和林格尔西北）检校降户部落官阿史德元珍因犯罪被囚禁，听说骨咄禄反唐，假称检校突厥部落以自效，投奔骨咄禄。骨咄禄因阿史德元珍熟知唐朝边疆虚实，让他担任为阿波大达干，统帅突厥兵马，进犯并州（治晋阳县，今山西省太原市西南）与单于都护府北境，杀死岚州刺史王德茂。唐朝于是命检校代州都督薛仁贵率军进击，以安定北方。薛仁贵率军到云州出击阿史德元珍的军队，当突厥得知唐军大将是“三箭定天山”的薛仁贵时，大惊失色，下马列拜，继而退走。薛仁贵挥军追击，大败突厥军，斩首万余，俘虏三万人，获驼、马、牛、羊三万余头，这次作战唐军胜利。